# Chironius bicarinatus
Chironius bicarinatus – gatunek węża z rodziny połozowatych (Colubridae). Występuje we wschodniej części Ameryki Południowej i jest endemitem Brazylii. Prowadzi dzienny, częściowo nadrzewny tryb życia.

## Systematyka
Takson ten po raz pierwszy zgodnie z zasadami nazewnictwa binominalnego opisał w 1820 roku niemiecki przyrodnik, etnograf i podróżnik Maximilian zu Wied-Neuwied w 1. tomie książki Reise nach Brasilien in den Jahren 1815 bis 1817. Autor nadał wężowi nazwę Coluber bicarinatus, a jako miejsce typowe wskazał bliżej nieokreślone jezioro w pobliżu rzeki Rio Jacú na południe od miasta Espirito Santo, w stanie Espírito Santo w Brazylii. Według Dixona i współpracowników holotyp zaginął.

### Etymologia
- Chironius: w mitologii greckiej Chiron (gr. Χείρων Cheírōn, łac. Chiron), był najmądrzejszym i najbardziej cywilizowanym z centaurów[7].
- bicarinatus: łac. bi- – „podwójny”, łac. carinatus – „kilowaty”[4].

## Morfologia
Jest to średniej wielkości wąż o małej głowie, której szerokość jest nieco większa do szerokości szyi, dużych oczach o tęczówkach ciemnoszarych z jaśniejszym wąskim pierścieniem otaczającym czarną źrenicę. Górne części ciała ciemnoszare w części przedniej, zmieniające się w niebieskawoszare w pozostałych częściach ciała. Po 10 rzędach łusek grzbietowych uwidaczniają się dwa czarne paski grzbietowe, ciągnące się wzdłuż kręgosłupa, do ogona, pomiędzy nimi jaśniejszy żółtawy pasek grzbietowy. Dolne części ciała zdecydowanie jaśniejsze. Łuski brzuszne biało-szare, spód ogona białawy.
Wymiary:
|                          | Samiec   | Samica                                             |
| Długość SVL (mm)         | 460–700  | 550–890                                            |
| Łuski grzbietowe (rzędy) | 12/12/10 | 12/12/10 (88,4%), 13/13/10 (5,8%), 10/10/10 (5,8%) |
| Tarczki brzuszne         | 146–163  | 157–172                                            |
| Tarczki podogonowe       | 136–155  | 132–172                                            |

## Występowanie
Występuje endemicznie w Brazylii wzdłuż atlantyckich wybrzeży oraz w środkowo-zachodniej części kraju, w stanach Mato Grosso do Sul, Goiás, Bahia, Ceará, Paraíba, Sergipe, Espírito Santo, Minas Gerais, Rio de Janeiro, São Paulo, Parana, Rio Grande do Sul i Santa Catarina. Wcześniejsze źródła wymieniały także wschodni Paragwaj, Urugwaj i północno-wschodnią Argentynę, jednak najnowsze badania ograniczają jego występowanie tylko do części Brazylii. Występuje do wysokości około 930 m n.p.m., chociaż IUCN podaje górną granicę występowania tego gatunku na 1850 m n.p.m. (ale przyjmuje też szerszy zasięg występowania niż obecnie uznawany).

## Ekologia i zachowanie
Gatunek ten występuje zwykle w tropikalnych wilgotnych lasach nizinnych, pierwotnych i wtórnych, w pobliżu rzek. Zwierzęta te prowadzą dzienny, mieszany tryb życia – naziemny i nadrzewny. Ich dieta składa się wyłącznie z płazów bezogonowych, ptaków i jaszczurek.

## Status
W Czerwonej księdze gatunków zagrożonych IUCN Chironius bicarinatus jest uznawany za gatunek najmniejszej troski (LC, ang. Least Concern). Wielkość populacji nie jest oszacowana, a gatunek ten opisywany jest jako dość pospolity. Trend liczebności populacji jest prawdopodobnie spadkowy.